# Ampulex mutilloides
Ampulex mutilloides är en  stekelart som beskrevs av Kohl 1893. Ampulex mutilloides ingår i släktet Ampulex och familjen Ampulicidae. Inga underarter finns listade i Catalogue of Life.